# Sven Wassmer

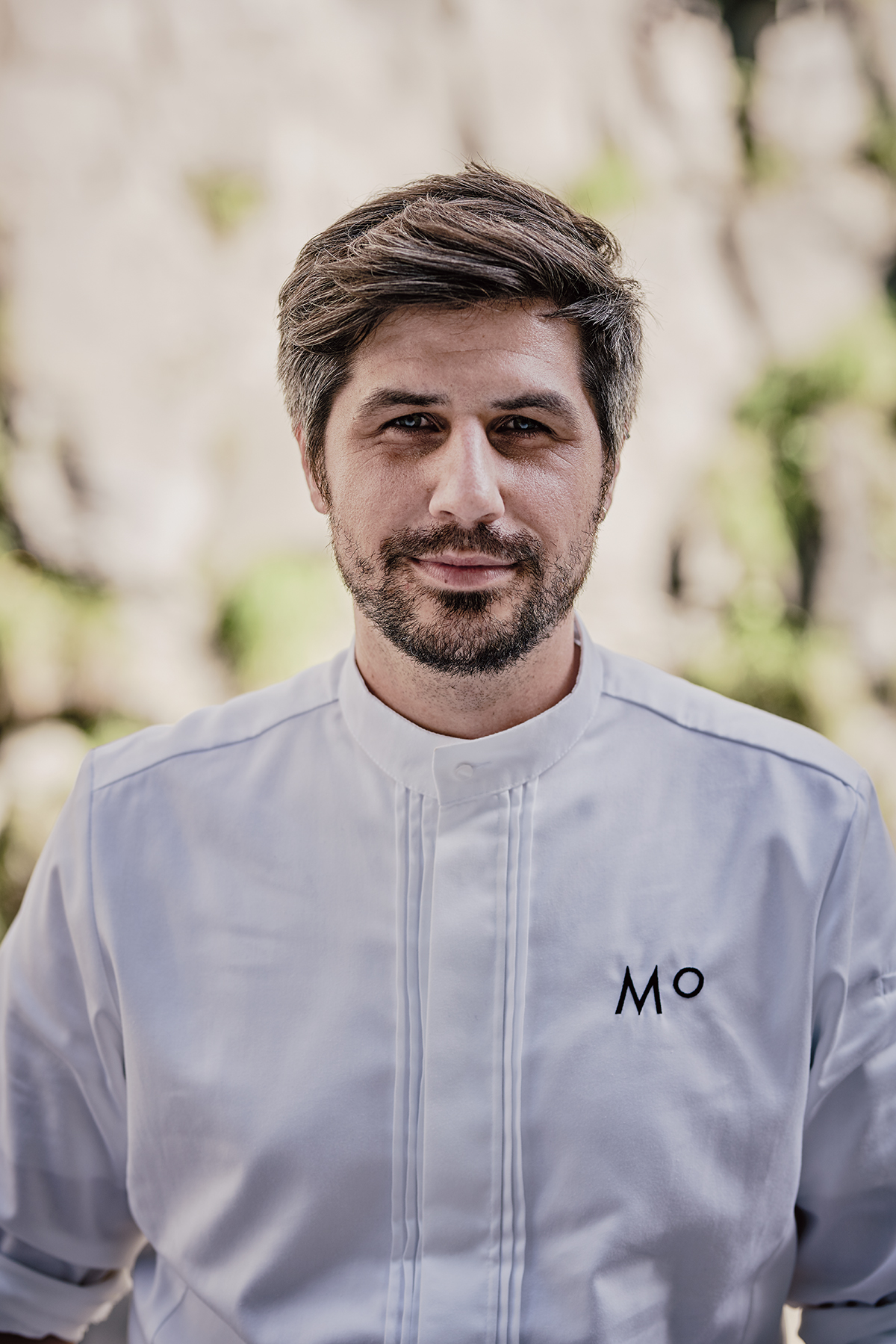
Sven Wassmer (2019)

Sven Wassmer (* 25. Dezember 1986 in Laufenburg) ist ein Schweizer Koch.

## Werdegang
Wassmer wechselte nach der Ausbildung im Swissôtel in Basel ab 2003 zu verschiedenen Restaurants. Ab 2009 arbeitete er im Restaurant Schloss Schauenstein bei Andreas Caminada in Fürstenau (drei Michelinsterne). 2010 wurde er Souschef im Restaurant Viajante in London und im Park Hotel Vitznau unter Chef Nenad Mlinarevic.
Ende 2014 wurde er Küchenchef im Restaurant 7132 Silver im Hotel 7132 in Vals, das 2016 mit einem Michelinstern und 2017 mit zwei Michelinsternen ausgezeichnet wurde. 2018 war Wassmer Gastkoch im Restaurant Ikarus im Salzburger Hangar 7.
Seit 2019 ist Wassmer Culinary Director im Grand Resort Bad Ragaz. Im Juli 2019 wurde sein Restaurant Sven Wassmer Memories eröffnet, das ebenfalls mit zwei Michelin-Sternen ausgezeichnet wurde.
Im Guide Michelin 2022 erhielt es den dritten Stern sowie den "grünen Stern" für Nachhaltigkeit. Das Restaurant verve by sven wird seit 2021 mit einem Michelin-Stern ausgezeichnet.
Wassmer bezeichnet seinen Stil als Schweizer alpine Küche. Darunter versteht er beispielsweise, fremde Techniken wie Barbecue, die Herstellung von Miso oder Koji auf heimische Produkte anzuwenden.
2024 ist er Gastjuror in der 3. Staffel von MasterChef Schweiz.

## Privatleben
Sven Wassmer ist verheiratet und hat zwei Söhne; er lebt in Buchs.

## Fernsehauftritte
Im September 2020 trat er in der Sendung Ready to beef! (VOX) auf. Im Februar 2022 war er Herausforderer von Tim Mälzer in der Sendung Kitchen Impossible (VOX) und gewann die Challenge.

## Publikation
- Meine Alpenküche. AT-Verlag, Aarau 2020, ISBN 978-3-03902-151-2.

## Auszeichnungen
- 2016: Entdeckung des Jahres des Gault Millau[14]
- 2016: Ein Michelinstern für das 7132 Silver in Vals
- 2017: Zwei Michelinsterne für das 7132 Silver in Vals
- 2018: Aufsteiger des Jahres des Gault Millau[15]
- 2020: Zwei Michelinsterne für das Sven Wassmer Memories in Bad Ragaz
- 2022: Koch des Jahres im Karl Wild Hotelranking[16]
- 2022: Drei Michelinsterne für das Sven Wassmer Memories in Bad Ragaz[5]